# Liste der Rektoren der Heinrich-Heine-Universität Düsseldorf
Die Liste der Rektoren der Heinrich-Heine-Universität Düsseldorf führt alle Personen auf, die seit der Gründung der „Medizinischen Akademie Düsseldorf“ 1923 und der „Universität Düsseldorf“ 1965 (seit 1988 unter der Bezeichnung „Heinrich-Heine-Universität“) im Amt waren.

## Medizinische Akademie
| Name                             | von  | bis  |
| -------------------------------- | ---- | ---- |
| August Hoffmann                  | 1923 | 1924 |
| Bruno Oertel                     | 1924 | 1925 |
| Theodor Josef Bürgers            | 1925 | 1926 |
| Wilhelm Krauss                   | 1926 | 1927 |
| Franz Sioli                      | 1927 | 1928 |
| Paul Huebschmann                 | 1928 | 1929 |
| Hans von Haberer                 | 1929 | 1930 |
| Paul Manteufel                   | 1930 | 1931 |
| Wilhelm Krauss                   | 1931 | 1932 |
| Paul Manteufel                   | 1932 | 1933 |
| Hans Reinhard Schmidt-Elmendorff | 1933 | 1934 |
| Paul Manteufel                   | 1934 | 1936 |
| Wilhelm Knipping                 | 1936 | 1939 |
| Emil Karl Frey                   | 1939 | 1943 |
| Hans Theodor Schreus             | 1943 | 1945 |
| Fritz Goebel                     | 1945 | 1947 |
| Erich Boden                      | 1947 | 1948 |
| August Lindemann                 | 1948 | 1950 |
| Gustav Bodechtel                 | 1950 | 1951 |
| Karl Amersbach                   | 1951 | 1952 |
| Walter Kikuth                    | 1952 | 1953 |
| Kurt Böhmer                      | 1953 | 1954 |
| Karl Franz Klinke                | 1954 | 1955 |
| Hubert Meessen                   | 1955 | 1956 |
| Alf Meyer zum Gottesberge        | 1956 | 1957 |
| Karl Häupl                       | 1957 | 1958 |
| Friedrich Panse                  | 1958 | 1959 |
| Fritz Hahn                       | 1959 | 1960 |
| Ernst Derra                      | 1960 | 1961 |
| Karl Hinsberg                    | 1961 | 1962 |
| Franz Grosse-Brockhoff           | 1962 | 1963 |
| Anton Kiesselbach                | 1963 | 1964 |
| Eberhard Bay                     | 1964 | 1965 |

## Universität
| Name                    | von  | bis  |
| ----------------------- | ---- | ---- |
| Karl Oberdisse          | 1965 | 1966 |
| Reinhold Elert          | 1966 | 1967 |
| Helmut Ruska            | 1967 | 1968 |
| Alwin Diemer            | 1968 | 1970 |
| Carl-Heinz Fischer      | 1970 | 1972 |
| Wilhelm Lochner         | 1972 | 1974 |
| Herbert Rauter (Rektor) | 1974 | 1976 |
| Kurt Suchy              | 1976 | 1978 |
| Hans-Werner Schlipköter | 1978 | 1980 |
| Peter Hüttenberger      | 1980 | 1983 |
| Gert Kaiser             | 1983 | 2003 |
| Alfons Labisch          | 2003 | 2008 |
| Hans Michael Piper      | 2008 | 2014 |
| Anja Steinbeck          | 2014 |      |